# Гирсу

Древнее Междуречье

Гирсу (шумер. Ĝirsu, клинопис. ĝir2-su{ki}, совр. Tell Tello) — древний шумерский город, расположенный в современном Ираке.

## История
Гирсу располагался в южной Месопотамии, на полпути между Тигром и Евфратом. В III тысячелетии до н. э. город состоял в союзе с двумя близко расположенными городами, связанными водным путём: Нина-Сирарой (соврем. Зургхул) и Лагашем (совр. Аль-Хиба), который доминировал в союзе.
Богом-покровителем Гирсу был Нингирсу («Господин Гирсу»), чей храм был с пышностью перестроен правителем города Лагаш, Гудеа. Точное расположение храма не определено, но его причудливая конструкция — с использованием кедра, золота и драгоценных камней — была детально описана Гудеа в сохранившейся праздничной надписи.

## Археологические исследования
Гирсу был первым объектом, в котором были найдены следы шумерской цивилизации. Вдобавок к этому, Гирсу стал первым местом, которое тщательно исследовали археологи. До того, места раскопок постоянно подвергалось рейдам любителей сокровищ: курганы столетиями грабили мародеры, которые затем продавали ценные артефакты на черном рынке.
Французская экспедиция, под началом археолога Эрнеста де Сарсека, началась в 1877 году и продолжалась в общей сложности 20 сезонов. 
Помимо 40 000 глиняных табличек были найдены два поразительных образца скульптурного искусства. Первый из них — каменный барельеф, изображающий Ур-Нанше, правителя Лагаша, набожно несущего корзину на голове, полную глины для изготовления кирпичей для постройки нового храма. 
Второй — «Стела коршунов», изображающая военный триумф внука Ур-Нанше Эанатума; стела получила своё название от той своей части, которая изображает головы и конечности вражеских солдат, уносимые голодными коршунами.
В 2023 г. международная команда археологов  обнаружила остатки дворца царей. Была применена технология дистанционного зондирования, что помогло выявить обширный комплекс нетронутых архитектурных остатков, которые находились под поверхностью.